# Daniel Letz
Daniel Guy Letz (født 7. oktober 1958 i Strassbourg) er en fransk kok, restauratør og kogebogsforfatter, der siden 1980 har gjort sit til at udbrede kendskabet til fransk kogekunst i Danmark. I 2012 blev dette arbejde belønnet med tildelingen af Champagneprisen.
Han er født i 1958 i Strassbourg, hvor han også er udlært som kok i 1975. I 1980 blev han hentet til Danmark som køkkenchef på restaurant Kong Hans Kælder i København. Efter at han stoppede på Kong Hans, åbnede han restauranten Le Saint Jacques på Sankt Jakobs Plads på Østerbro i København.

## Hædersbevisninger
- 2009 – Ridder af Dannebrogordenen
- 2002 – Tildeling af den Franske Landbrugspris (Chevalier dans l'ordre du Mérite agricole)